# Саплянов, Вениамин Васильевич
Вениамин Васильевич Саплянов (19 октября 1924 — 17 сентября 2010) — комсомольский, партийный и хозяйственный деятель, директор «Уралтрансмаша» (1963—1971).

## Биография
Родился в 1925 году в Нижнем Тагиле.
С конца 1940-х до 1953 года — секретарь заводского комитета ВЛКСМ Уралвагонзавода.
В 1953—1956 гг. секретарь, второй секретарь Свердловского обкома комсомола. В 1956—1960 гг. секретарь парткома Уралвагонзавода. Затем — первый секретарь Дзержинского РК КПСС Нижнего Тагила (1960—1963).
С 1963 г. директор Свердловского машиностроительного завода «Металлист», занимал эту должность до 1971 г. В период его руководства в 1967 году предприятие было переименовано в Уральский завод транспортного машиностроения имени Я. М. Свердлова («Уралтрансмаш») и в 1964 г. переведено в состав Министерства оборонной промышленности.
Делегат XXII съезда КПСС (1961).
Судьба после 1971 года не выяснена.
Умер в 2010 году.